# Megalithen von la Lande du Gras
Die Megalithen von la Lande du Gras sind ein Megalithkomplex südwestlich von Meslin bei Lamballe im Département Côtes-d’Armor in der Bretagne in Frankreich. In einem Umkreis von knapp fünfhundert Metern wurden vier Galeriegräber errichtet und zwei Menhire aufgestellt.

## Beschreibung
Das teilweise verfallene Galeriegrab „La Guigne Folle“ ist etwa sechzehn Meter lang und hat eine Innenbreite von 1,35 Metern. Drei Decksteine sind noch in situ vorhanden; die anderen drei sind zu Boden gefallen. Alle Elemente sind aus Sandstein. 1865 hat ein Landwirt die Anlage durchsucht und geschliffene Äxte aus Jade und eine Armschutzplatte aus Schiefer entdeckt. Auch Fragmente aus Keramik, die der Glockenbecherkultur zugeschrieben werden, sind gefunden worden.
Etwa zweihundert Meter südöstlich des Galeriegrabes steht ein etwa Ost-West-orientierter 1,15 Meter hoher, 2,5 Meter breiter und 0,5 Meter dicker Menhir aus Sandstein.
Das zweite Galeriegrab, „Allée couverte du Champ des Caves“ genannt, befindet sich im Südosten. Es ist Südwest-Nordost-orientiert und etwa vierzehn Meter lang. Es hat im Nordosten eine Vorkammer.

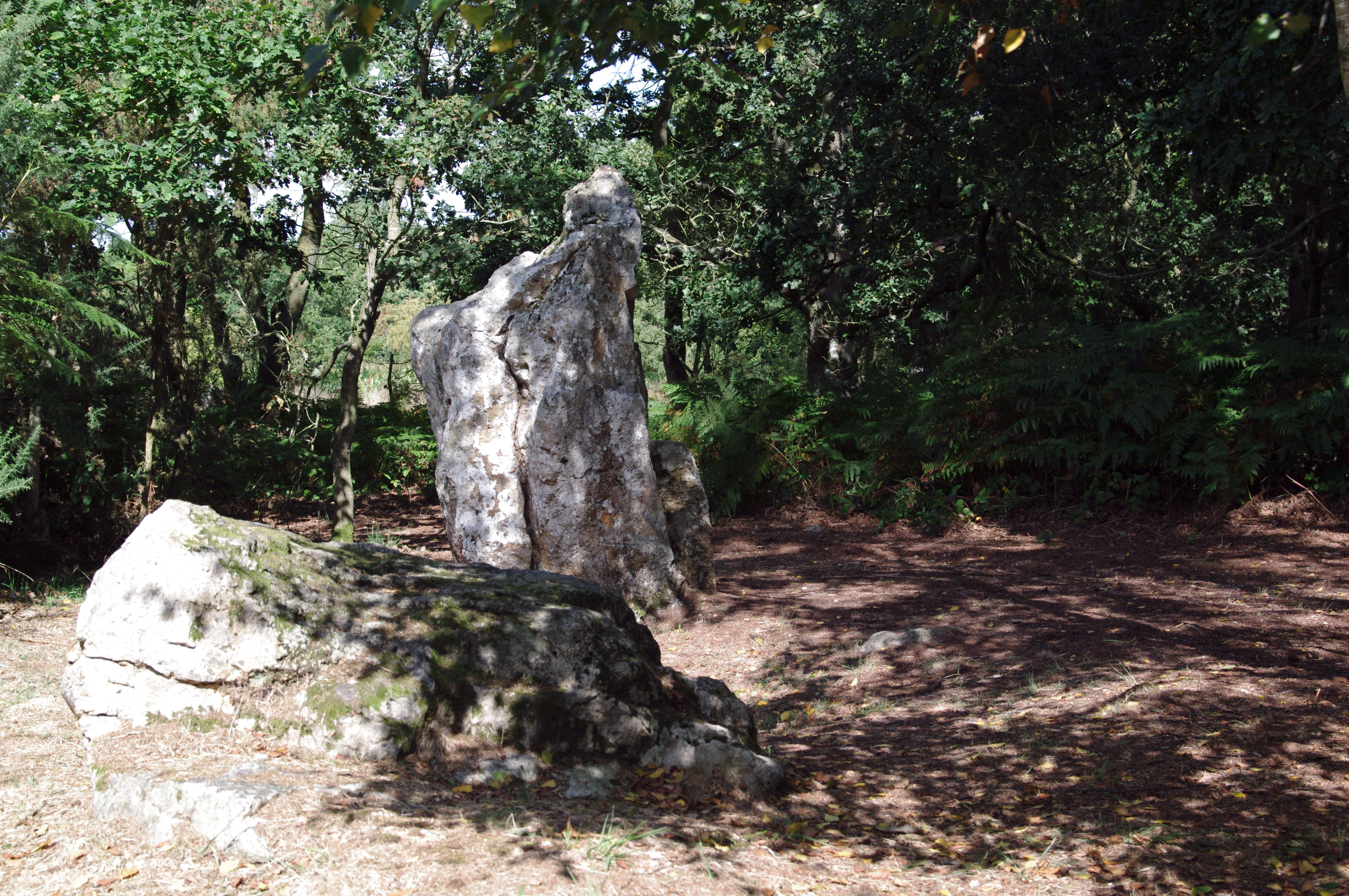
La Chaise à Margot

Das dritte Galeriegrab, „Allée couverte de la Chaise-à-Margot“ genannt, ist ruiniert. Es war vermutlich etwa 9,8 Meter lang und 1,6 Meter breit. Alle Elemente sind aus Sandstein.
Es liegt etwa zehn Meter von dem Menhir „La Chaise à Margot“ entfernt. Dieser Menhir ist etwa 2,3 Meter hoch und war einst größer. Er wird der Fee Margot, der Beschützerin der Höfe und der Tiere, zugeschrieben.
Das vierte Galeriegrab verschwand etwa 1885. Die vor Ort gesammelten Steinwerkzeuge wurden dem Museum von Saint-Brieuc übergeben. Die Funde wurden der Jungsteinzeit und der Eisenzeit zugeordnet.